# Perijátapakul
Perijátapakul (Scytalopus perijanus) är en nyligen beskriven fågelart i familjen tapakuler inom ordningen tättingar.

## Utbredning och systematik
Fågeln förekommer enbart i Serranía de Perijá i norra Colombia och Venezuela. Den behandlas som monotypisk, det vill säga att den inte delas in i några underarter.

## Status
IUCN kategoriserar den som nära hotad.

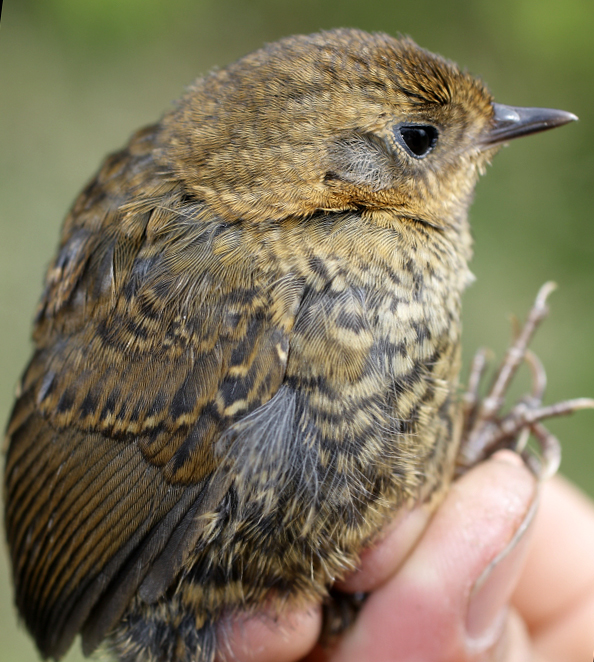
Ungfågel.